# Bambiraptor
Bambiraptor je bio teropod nalik na pticu koji je živio prije 75 milijuna godina, u razdoblju kasne krede; opisali su ga znanstvenici sa sveučilišta Kansas, Yale i New Orleans. 
Holotipni primjerak nije duži od jednog metra, iako je moguće da je to zapravo mladunac, a moguće je i da je Bambiraptor mladi primjerak roda Saurornitholestes. Zbog svoje malene veličine, nazvan je Bambiraptor feinbergi, po poznatom Disneyjevom liku, a svojim drugim dijelom po prezimenu bogate porodice koja je kupila i pozajmila primjerak Prirodoslovnom muzeju Graves na Floridi.

## Otkriće
Kostur Bambiraptora je 1993. godine otkrio 14-godišnji dječak Wes Linster, koji je sa svojim roditeljima tražio fosile u blizini Nacionalnog parka Glacier u Montani. Linster je za Time Magazine izjavio da je otkrio kostur na visokom brdu i da je bio zapanjen njime. "Odjurio sam niz brdo do mame zato što sam znao da ga ne bih trebao sam dirati." Kosti koje je Linster otkrio pokazale rezultirale su iskopavanjem 95% očuvanog kostura. Direktor Paleontološkog instituta Floride, Martin Shugar, ga je zbog njegove potpunosti usporedio s Kamenom iz Rozete koji je arheolozima omogućio da prevedu egipatske hijeroglife. John Ostrom, paleontolog s Yalea koji je oživio ideju da su ptice potekle od dinosaura nakon što je otkrio Deinonychusa, složio se sa Shugarom; nazvao je taj primjerak draguljem i reporterima priopćio da će potpunost i netaknutost njegovih kostiju pomoći znanstvenicima da bolje shvate vezu između dinosaura i ptica.
Fosil je isprva smatran mladim primjerkom roda Saurornitholestes, a 1997. godine pripojen je nepoznatoj vrsti roda Velociraptor. David Burnham, Kraig Derstler, Phil Currie, Robert Bakker, Zhou Zhonge i John Ostrom opisali su ga i dali mu naziv 2000. godine, nazvan je Bambiraptor feinbergi. Prvi dio naziva roda dobio je ime po Bambiju, pošto je primjerak bio mladunac, a drugi dio naziva potječe od latinskog raptor, što znači "kraljdivac". Naziv vrste odnosi se na Michaela i Ann Feinberg koji su kupili kostur i učinili ga dostupnim znanosti. George Olshevsky je 2000. godine predložio izmijenjeni epitet "feinbergorum", množinu u genitivu; neki autori su to slijedili, ali ICZN to više ne dopušta.
Holotipni primjerak AMNH FR 30554 (prije AMNH 001 i FIP 001), otkriven je u slojevima gornje formacije Two Medicine koji potiču iz razdoblja kasnog Kampanija. Trenutno se nalazi u Američkom prirodoslovnom muzeju, u New Yorku. Primjerak se sastoji od djelomično spojenog i većinom potpunog kostura (s lubanjom) mlade jedinke. Iako je desna strana kostura oštećena, većina kostiju je cijela i dobro očuvana. Nedostaje kraj repa. Godine 2000. je rodu Bambiraptor priključen i paratipni primjerak, FIP 002-136, koji se sastojao od 34 skeletalna elementa bar dvije odrasle jedinke, čije su kosti pronađene blizu mjesta pronalaska holotipnog primjerka. Godine 2004. nova gornja čeljust (MOR 553S-7-30-91-274) također je priključena ovoj vrsti.

## Opis
Iako su pronađeni i ostaci odraslih jedinki, opisan je samo nomenklaturalni tip, koji je bio mladunac. Ta jedinka bila je duga 90 cm, a procijenjena veličina odraslih je jedan metar. Vjerojatno je težio samo dva kilograma. Gregory S. Paul je 2010. godine procijenio dužinu odraslih na 1,3 metra, a težinu na 5 kg. Imao je duge donje udove, što ukazuje na to da je bio dobar trkač, a imao je također i vrlo duge gornje udove i razvijeu ključnu vilicu ili furkulu.

### Prednji udovi
Istraživanje koje je proveo Phil Senter ukazuje na to da je Bambiraptor možda imao prvi i treći prst sposobne da se postave jedan nasuprot drugom (oponentni prsti), kao i to da bi pokretljivost prednjih udova omogućavala da rukom dotakne usta. To bi mu dalo sposobnost držanja hrane ispred usta, slično kao kod nekih današnjih malenih sisavaca.

### Mozak
Mozak Bambiraptora je po veličini bio u donjem dijelu raspona veličine mozga kod današnjih ptica. Zbog svog povećanog malog mozga, koji možda pokazuje da je bio okretniji i inteligentniji od drugih dromeosaura, David A. Burnham je hipnotizirao da je Bambiraptor feinbergi možda nastanjivao drveće. Takav život možda je činio evolutivni pritisak na razvoj mozga, što je rezultiralo većim mozgom. Burnham također nudi alternativnu hipotezu, da je veći mozak bio rezultat lovljenja okretnijeg plijena poput guštera i sisavaca. Holotipni primjerak Bambiraptora je s 14 cm³ imao najveći mozak u odnosu na svoju veličinu od svih poznatih dinosaura, iako bi takva veličina mogla biti odraz njegove starosti - neodrasle životinje obično imaju veći mozak u odnosu na tijelo od odraslih jedinki.

### Perje
Tijekom konferencije na kojoj je Bambiraptor predstavljen po prvi put, specijalist za rekonstruiranje dinosaura Brian Cooley prikazao je Bambiraptora s perjem, iako kod samog fosila ono nikad nije pronađeno. Na njegovu odluku utjecala je činjenica da je Bambiraptor u jednoj kladističkoj analizi bio pripadnik Paraves, u koje spadaju i današnje ptice, a i sestrinski je takson Oviraptorosauria, grupe dinosaura koji su također imali perje (npr. Caudipteryx); stoga je Bambiraptor najvjerojatnije imao perje. Većina paleontologa podržava Cooleyev pogled, a kasnija otkrića potvrdila su da su maleni dromeosauridi kao što je Bambiraptor bili potpuno pokriveni perjem.

## Filogenija
Bambiraptor je 2000. godine priključen u Dromaeosauridae. Kasnije kladističke analize davale su drugačije pozicije za Bambiraptora: kao pripadnika Velociraptorinae, Microraptoria i najnedavnije pripadnika Saurornitholestinae.

## Vanjske poveznice
- Bambiraptor na DinoData
- Detalji o Oxfordskom prirodoslovnom muzeju (str. 8)  Arhivirana inačica izvorne stranice od 13. siječnja 2021. (Wayback Machine)